# Parafia Chrystusa Zbawiciela w Gdańsku
Parafia Chrystusa Zbawiciela w Gdańsku – rzymskokatolicka parafia usytuowana w gdańskiej dzielnicy Osowa przy ulicy Pegaza. Wchodzi w skład dekanatu Gdańsk Oliwa, który należy do archidiecezji gdańskiej.
Decyzją arcybiskupa metropolity gdańskiego – Sławoja Leszka Głódzia, z dnia 3 lutego 2020 parafia została mianowania siedzibą dekanatu.

## Proboszczowie
- 1980–2008: ks. kan. mgr Henryk Bietzke[2]
- od 30 III 2008: ks. kan. mgr Wojciech Tokarz[3]
  - dziekan od 3 II 2020